# Памятник Ленину (Выборг)
Па́мятник Ле́нину — памятник российскому и советскому политическому и государственному деятелю, одному из организаторов и руководителей Октябрьской революции 1917 года, основателю СССР Владимиру Ильичу Ленину. Скульптор Ш. В. Микатадзе, архитекторы Ю. А. Дьяконов, А. И. Алымов.
Самая большая статуя города Выборга, наиболее значительный из скульптурных памятников советского периода истории города. Располагается на Красной площади — главной городской площади.

## История
После окончания Советско-финских войн (1939—1944) главной задачей городских властей было восстановление сильно разрушенного города. Возможность сооружения значительных скульптурных памятников открылась только в конце 1950-х годов. 
Установление в центре города монументальной скульптуры Ленина соответствовало политико-пропагандистским целям советской власти. При этом, в отличие от многих других памятников Ленину, в данном случае, помимо идеологического, имелось и историческое обоснование, так как деятельность организатора российской коммунистической партии неразрывно связана с Выборгом: он неоднократно бывал в городе, вместе с Н. К. Крупской останавливался в гостинице «Бельведер», занимался организацией выпуска подпольной партийной литературы, в том числе газеты «Пролетарий»; сохранился дом, где он останавливался на один день, а домик, в котором вождь партии большевиков провёл около двух недель незадолго до Октябрьской революции, превращён в дом-музей.
Первоначально городскими властями рассматривалась возможность установки памятника, символизирующего историко-революционное значение Выборга, на Вокзальной площади, где в 1950-е годы регулярно проводились массовые мероприятия, однако затем решено было разместить статую на главной площади города, чтобы придать ей композиционную завершённость и усилить значение бывшей торговой площади как места проведения парадов, демонстраций, официальных церемоний и народных гуляний (до революции главной городской площадью считалась Соборная площадь).
Установка памятника была приурочена к 40-летию Октябрьской революции, а открытие состоялось в День Конституции СССР — 5 декабря 1957 года. В советское время в дни всенародных праздников к монументу возлагались цветы, а школьники традиционно несли почётную вахту в день рождения вождя и в годовщину Всесоюзной пионерской организации имени В. И. Ленина.

- Дом-музей Ленина в Выборге. 2013 год
- Молодожёны у памятника Ленину. 1970-е годы
- Памятник Ленину в 2023 году
- Стихийный мемориал погибшим в теракте в «Крокус Сити Холле». 2024 год

## Описание
Шестиметровая, устремлённая вперёд бронзовая фигура Ленина в полный рост, изображённого в момент обращения к народу с речью, установлена на постаменте из серого гранита без надписей. Левая рука статуи придерживает пальто, а правая с кепкой вынесена вперёд. Крупный масштаб облицовочных плит постамента подчёркивает монументальность фигуры. К памятнику ведёт широкая гранитная лестница, обрамлённая парапетами. Монументальная, динамичная статуя вождя в зрительном центре Красной площади хорошо обозревается с Ленинградского шоссе и со стороны парка имени Ленина. За памятником вдоль Северной улицы, как и по обеим сторонам от него, установлены высокие флагштоки, на которых в праздничные дни развеваются полотнища знамён.
Памятник, изготовленный в художественно-производственной мастерской Ленинградского завода «Монументскульптура», является повторением памятника Ленина работы грузинского скульптора Шоты Микатадзе (1905—1979), установленного ранее в городе Махарадзе. По своему решению он близок к своему тбилисскому предшественнику работы В. Топуридзе. Также повторения были установлены в Николаеве в 1957 году и в Гомеле (в 1958 году к 40-летию БССР).
- Памятник Ленину в Выборге. Установлен в 1957 году.
- Памятник Ленину в Николаеве. Установлен в 1957 году, демонтирован в 2014 году.
- Памятник Ленину на центральной площади Гомеля — площади Ленина. Установлен в 1958 году.